# Amics del Liceu
Amics de Liceu és una associació privada sense ànim de lucre d'aficionats a l'òpera fundada el 1987. Va ser inscrita al registre d'associacions de la Generalitat de Catalunya al 10 de juny d'aquell any.
Organitza activitats molt diverses de forma ininterrompuda per donar suport al Gran Teatre del Liceu. Activitats com ara conferències, col·loquis, cursos monogràfics, sessions de cinema i videogràfiques de grans produccions d'arreu del món, lectures dramatitzades de textos literaris en els quals es basa una òpera, o la publicació de textos relacionats amb el món de l'òpera.
Amics del Liceu també organitza tallers d'òpera per a adolescents del Raval i recitals a Casals de Gent Gran i alhora convoca, gràcies al patrocini de la Fundació Jesús Serra, el Concurs de Composició Vocal entre compositors menors de trenta-cinc anys d'arreu de l'Estat i en publica les partitures. També va impulsar els abonaments per a joves a preu reduït i és responsable del programa Òpera a la Universitat. El 2013, a més, és responsable de la coordinació del Bicentenari Wagner al qual s'han adherit les vint institucions culturals més importants de Catalunya.
Han format part de la seva junta destacades personalitats del món de la cultura, la ciència i la política de Catalunya, com ara Moisès Broggi, Josep Maria Bricall, Encarna Roca, Lluís Bassat i Abel Mariné, entre d'altres, a més de destacats crítics musicals com Roger Alier o Pau Nadal.

## Objectius
Els objectius fundacionals, recollits en els estatuts i presentats el 29 d'octubre de 1987 en un acte al Saló dels Miralls del Liceu, basaven l'activitat de l'entitat en quatre eixos:
- Estimular el nivell musical i la qualitat artística dels espectacles del Gran Teatre del Liceu
- Afavorir el suport públic i privat a la institució
- Fomentar-ne la difusió tant a Catalunya com a la resta del món
- Difondre l'òpera i la música en general.

## Activitat
L'associació celebra assíduament conferències al voltant de les òperes representades al Liceu i complementa aquests actes amb taules rodones i diàlegs oberts amb els artistes que hi prenen part (Diàlegs amb els protagonistes). Així mateix, ha estat organitzadora de simposis al voltant de Mozart (2006) i de cicles de conferències monogràfiques entorn d'un compositor com Giuseppe Verdi (2013), o d'esdeveniments relacionats amb l'òpera, com ara les relacions entre el cinema i l'òpera (2008).
Tot i la unificació de l'entitat, ha incentivat les activitats sectorials, com ara les destinades al Grup Jove, així com les organitzades pel Grup Wagner (des del 2004) i el Grup Verdi (des del 2008), especialment actius el 2013 amb motiu del bicentenari dels naixements d'ambdós compositors.
A banda de les activitats entorn del Liceu, s'organitzen periòdicament viatges a l'estranger per seguir les temporades d'alguns teatres internacionals, així com festivals d'estiu com els de Bayreuth i Salzburg. Els socis tenen, a més, l'oportunitat d'assistir als assaigs generals del Liceu, a banda d'incentius i avantatges a l'hora d'adquirir localitats i abonaments. Un grup nombrós de voluntaris d'Amics del Liceu s'encarrega, des de la temporada 2005-2006, de totes les visites al Gran Teatre.
Publica assíduament el Llibre de la Temporada, amb articles sobre totes i cadascuna de les òperes representades al Liceu. Les edicions, acurades i il·lustrades amb obres creades per a l'ocasió per destacats artistes plàstics catalans i espanyols, inclou articles introductoris de diverses personalitats del món de la cultura, la política o la ciència d'abast nacional i internacional, incloent-hi destacats autors literaris de reconeguda fama, abans d'un resum argumental, articles de fons a càrrec d'especialistes i una ressenya d'enregistraments discogràfics i audiovisuals. Així mateix, han publicat diverses monografies sobre els fotògrafs del Liceu (Antoni Pelegrí, Antoni Ras Rigau i Antoni Bofill), dues sèries d'annals del teatre (respectivament a càrrec de Jaume Tribó i de Pau Nadal) i el catàleg de l'exposició Òpera Liceu, una exposició en cinc actes, celebrada al Museu d'Història de Catalunya el 1997. El mateix museu va acollir el 2013 una exposició organitzada per Amics del Liceu i comissariada per Lourdes Jiménez a l'entorn dels plafons que Adrià Gual havia realitzat per a la seu de l'Associació Wagneriana.
En el camp de les relacions internacionals, l'any 1993 va ser membre fundador de Fedora (Fédération Européenne des Associations et Fondations pour le Rayonnement des Opéras). Per proporcionar als seus socis el coneixement en directe del que s'esdevé a l'òpera arreu del món, organitza viatges als teatres i festivals més importants, des de Bayreuth i Salzburg a Viena i el Metropolitan de Nova York.
Des del 1994 convoca els Premis de la Crítica dels Amics del Liceu, amb un jurat format per tots els crítics de la premsa escrita i radiofònica, i que atorga diversos reconeixements a les òperes representades al Liceu durant cada temporada. Des del 2008 convoca el Concurs de Composició Vocal destinat a joves compositors.